# Neive
Neive (Nèive in piemontese) è un comune italiano di 3 218 abitanti della provincia di Cuneo in Piemonte.
Il suo centro storico conserva un impianto medievale.

## Geografia fisica
Il comune di Neive occupa un'area di 21,3 km² nel settore nord-orientale della provincia di Cuneo, al confine con la provincia di Asti, ed è immerso nel paesaggio vitivinicolo delle Langhe.
Il capoluogo Neive sorge a 308 m s.l.m.
Dista 10 km da Alba (principale cittadina di riferimento), circa 79 km da Cuneo e 27 km da Asti.

## Storia

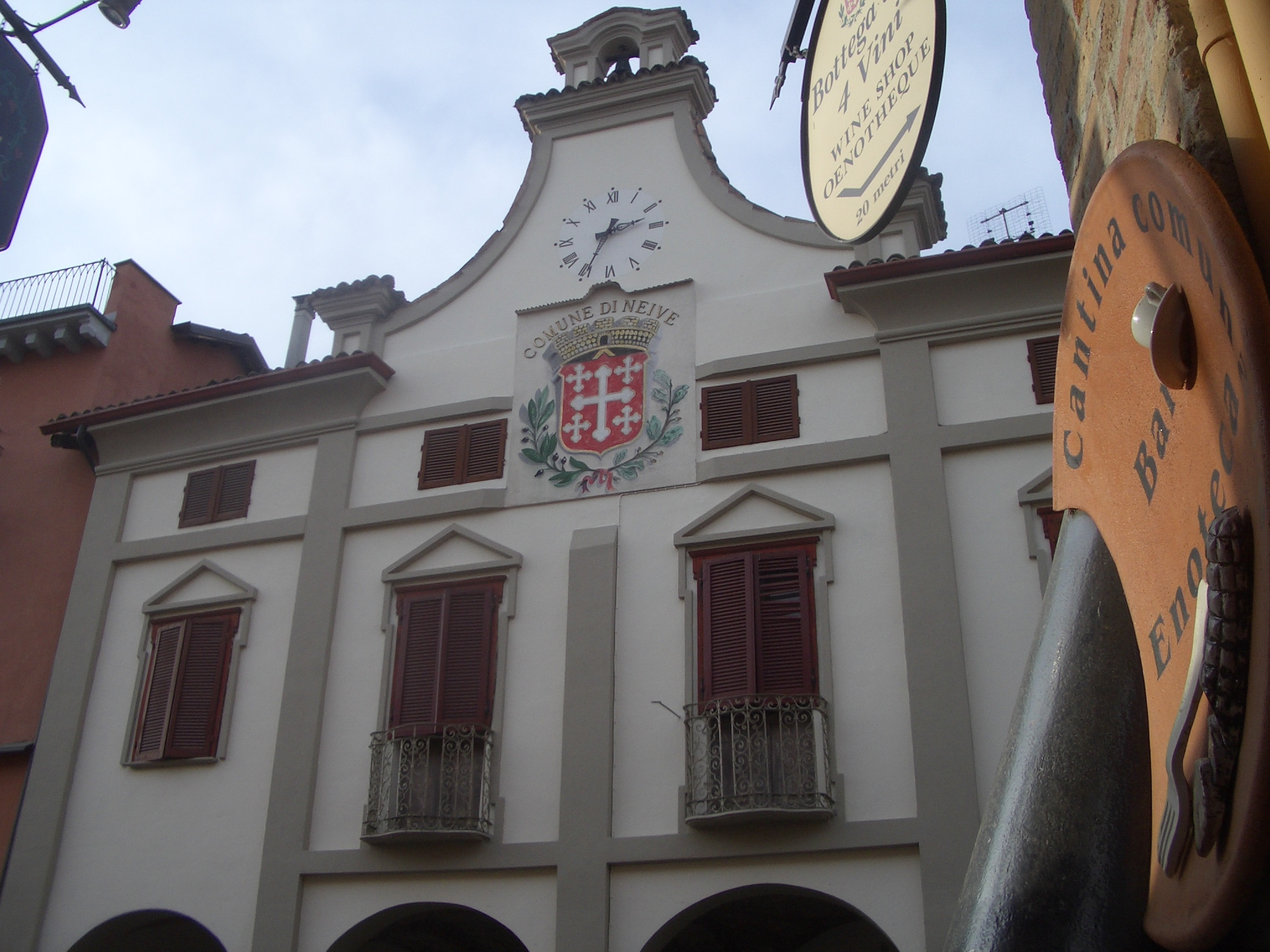
Vecchio Palazzo Comunale.

Pare debba il proprio nome alla gens Naevia, nobile famiglia romana della quale fu un possedimento: intorno al 100 a.C. era già un insediamento romano significativo, attraversato dalla via Aemilia Scauri, così chiamata dal nome del suo costruttore, il Console Emilio di Scauro.
Nel Medioevo vi fu eretto un castello fortificato (distrutto nel 1274) e a Borgonuovo venne costruito nel X secolo il monastero di Santa Maria del Piano da parte di monaci benedettini, esso dipendeva dall'abbazia di Santa Croce in Mortara; dell'antico edificio monastico caduto in rovina a partire dal XVII secolo oggi ne resta solo la Torre campanaria di stile romanico e l'adiacente sacrestia, trasformata in cappella.
Il feudo neivese, tra i secoli XI e XIII, fu diviso tra alcuni signori locali, in particolare i De Revello. A lungo conteso, nell'età comunale, tra Asti ed Alba; nel 1242 fu però Asti ad assicurarsene il definitivo possesso e ad inserirlo stabilmente nella propria compagine territoriale, della quale seguì tutte le vicende storiche ed i passaggi alle diverse signorie. Alla fine del XIV secolo Luigi di Valois Duca d'Orléans e signore di Asti inserì Neive nel Capitanato d'Astesana, una ripartizione amministrativa di comuni strategicamente importanti posti a difesa della Contea astese. Nell'occasione il villaggio fu completamente cinto di buone e solide mura. All'inizio del XVI secolo, nel quadro dei conflitti tra Francesco I e Carlo V, passò alternativamente sotto il dominio di Francia e di Spagna.
Nel 1531 Neive, assieme a tutta la Contea di Asti fu annessa da Carlo III al Ducato di Savoia. Dopo una nuova parentesi di dominazione francese, nel 1560 tornò stabilmente ai Savoia con il duca Emanuele Filiberto. Solo verso la metà del XVII secolo, a seguito di una generale riforma delle province del Ducato, Neive fu scorporata da quella di Asti ed assegnata a quella di Alba appena istituita. 
A seguito della campagna napoleonica d'Italia e la costituzione della Repubblica Cisalpina, nel 1800 ottenne il riconoscimento di "Municipalità". Tornò ai Savoia nel 1814 e seguì le vicende storiche della casata sino alla costituzione della Repubblica Italiana.

### Simboli
Lo stemma è stato riconosciuto con decreto del capo del governo del 14 luglio 1936. Si può blasonare:
Il gonfalone è un drappo di bianco.

## Monumenti e luoghi d'interesse

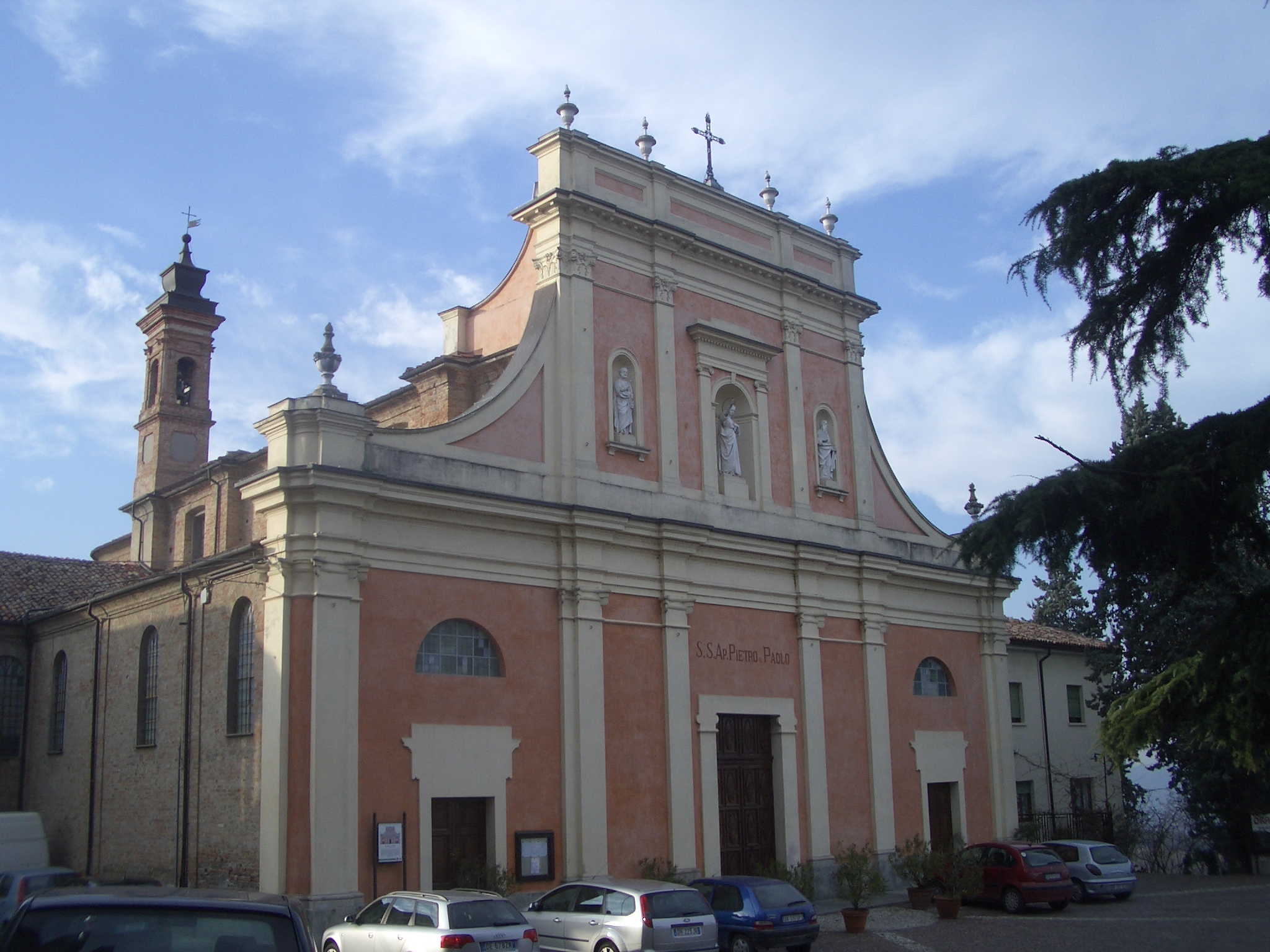
Chiesa dei Santi Pietro e Paolo, parrocchiale.

Il centro storico conserva un impianto medievale che si addensa nella parte alta ove rimangono alcune vestigia del ricetto, anche se l'antico castello andò precocemente distrutto nel 1276, nel corso di una delle tante guerre tra i comuni di Asti ed Alba. Dell'antico borgo si è mantenuta l'atmosfera in virtù delle tortuose stradine acciottolate che si dispongono ad anelli attorno alla sommità dell'altura o che salgono verso la Torre dell'Orologio (XIII secolo), simbolo dell'antica municipalità.
Il cuore del borgo è rappresentato da piazza Italia: quasi un salotto settecentesco nel quale si affacciano soprattutto le sedi amministrative del paese.
 Si nota subito un palazzo bianco, l'antico Palazzo del Municipio, con archi e lesene slanciate, che reca in alto, sotto l'orologio, un vistoso stemma comunale.
Gli uffici del Comune trovano oggi posto, dall'altro lato della piazza, in un edificio con la facciata in mattoni a vista, Palazzo Borgese (casa natale dell'architetto neivese Giovanni Antonio Borgese la cui qualità artistica è riconoscibile in molte delle settecentesche dimore nobiliari e chiese del borgo)
Altre memorie storiche sono rappresentate dai numerosi palazzi in cotto:
- La Casaforte dei Conti Cotti di Ceres, fatta costruire nel XIII secolo da una famiglia di banchieri nei pressi della Torre Orologio; in essa Francesco Cotti scrisse (fine XVII secolo) uno dei più antichi testi piemontesi sulla coltivazione della vite;
- Il Palazzo della contessa Demaria (XVI secolo), posto nei pressi della porta San Rocco, poco discosto dalla quale si trova anche il settecentesco Palazzo Bongioanni Cocito.
- Il Palazzo dei Conti di Castelborgo (XVIII secolo), dimora signorile che ospita l'azienda agricola Castello di Neive; attigui al palazzo sono i Giardini Conti di Castelborgo (un tempo assai più vasti e curati) ai quali si accede attraverso un ingresso ad archi e colonne binate.

Tra gli edifici religiosi — a parte le chiesette di San Rocco e di San Sebastiano, poste ai margini del borgo, quasi guardiani della salute pubblica — si devono menzionare:
- La chiesa dell'Arciconfraternita di Michele, realizzata nella seconda metà del Settecento dall'architetto neivese Giovanni Antonio Borgese[8]. Vista dalla piazzetta antistante, la chiesa appare, per motivi di spazio, schiacciata nella parte anteriore rispetto alla parte absidale; essa si caratterizza per la forte spinta ascensionale della facciata in Cotto di gusto barocco, resa più evidente della cupola e del campanile; l'interno, a croce greca, si connota per la sua semplicità neo classica. L'organo è collocato in tribuna, attribuibile all'organaro svizzero Caspar Langenstein (1630).
- La chiesa parrocchiale dei SS. Pietro e Paolo, edificata nel 1750 su progetto di Francesco Gallo. La facciata neo classica si caratterizza per la ripartizione in lesene che lasciano indovinare la sua struttura a tre navate e per il frontone; all'interno si trova, tra le altre opere, un coro ligneo.

## Società

### Evoluzione demografica
Abitanti censiti

### Etnie e minoranze straniere
Secondo i dati Istat al 31 dicembre 2017, i cittadini stranieri residenti a Neive sono 585, così suddivisi per nazionalità, elencando per le presenze più significative:
1. Repubblica di Macedonia, 307
2. Romania, 107
3. Bulgaria, 65
4. Marocco, 26

## Economia

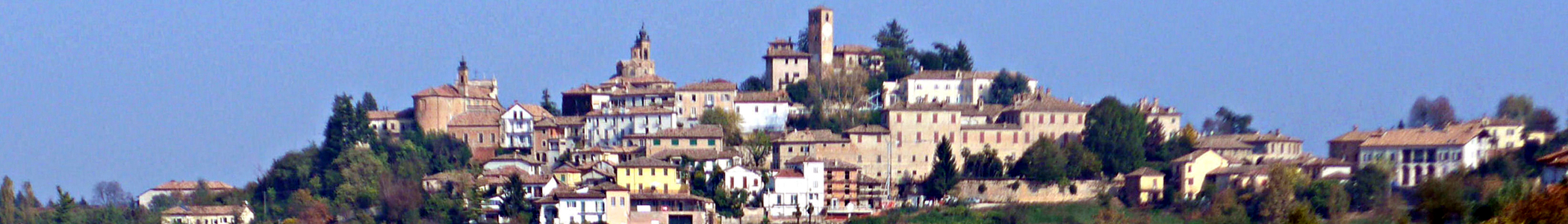
Panorama di Neive.

Le strade che conducono a Neive attraversano il paesaggio tipico delle Langhe, fatto da bianche colline coltivate a vite: siamo in una zona di produzione di grandi vini. Neive è infatti anche meta di visite alle proprie aziende vinicole, spesso ospitate in dimore signorili, come il settecentesco Palazzo dei Conti di Castelborgo.
Questo piccolo paese è anche chiamato Terra dei Quattro Vini, per via dei suoi vini prodotti nelle sue colline:
- Barbera d'Alba;
- Dolcetto d'Alba;
- Barbaresco;
- Moscato d'Asti.

### Gemellaggi
Neive è gemellato con il comune francese di Paladru, nella regione Alvernia-Rodano-Alpi.

### Turismo
È stato inserito nel club de I borghi più belli d'Italia e si fregia, inoltre, del marchio di qualità turistico-ambientale della Bandiera arancione conferito dal Touring Club Italiano.

## Infrastrutture e trasporti
Il comune è comodamente raggiungibile grazie al casello di Castagnito sull'autostrada A33, distante solo pochi chilometri.
Dall'11 settembre 2023 è stata riaperta la stazione ferroviaria a Neive. La stazione si trova sulla tratta che collega Alessandria a Cavallermaggiore.

## Amministrazione
Di seguito è presentata una tabella relativa alle amministrazioni che si sono succedute in questo comune.
| Periodo        | Periodo          | Primo cittadino         | Partito                            | Carica  | Note   |
| -------------- | ---------------- | ----------------------- | ---------------------------------- | ------- | ------ |
| 6 giugno 1985  | 30 maggio 1990   | Carlo Rabellino         | Democrazia Cristiana               | Sindaco | [ 12 ] |
| 30 maggio 1990 | 14 dicembre 1994 | Carlo Rabellino         | Democrazia Cristiana               | Sindaco | [ 12 ] |
| 9 gennaio 1995 | 24 aprile 1995   | Giovanni Giachino       | Democrazia Cristiana               | Sindaco | [ 12 ] |
| 24 aprile 1995 | 14 giugno 1999   | Mauro Gianfranco Versio | tendenti partito popolare italiano | Sindaco | [ 12 ] |
| 14 giugno 1999 | 14 giugno 2004   | Mauro Versio            | lista civica                       | Sindaco | [ 12 ] |
| 14 giugno 2004 | 8 giugno 2009    | Luigi Ferro             | lista civica                       | Sindaco | [ 12 ] |
| 8 giugno 2009  | 26 maggio 2014   | Luigi Ferro             | lista civica                       | Sindaco | [ 12 ] |
| 26 maggio 2014 | 26 maggio 2019   | Gilberto Balarello      | lista civica: progetto in comune   | Sindaco | [ 12 ] |
| 26 maggio 2019 | 11 giugno 2024   | Annalisa Ghella         | lista civica                       | Sindaco | [ 12 ] |
| 11 giugno 2024 | "in carica"      | Paolo Piccinelli        | lista civica: insieme per neive    | Sindaco | [ 12 ] |

## Galleria d'immagini

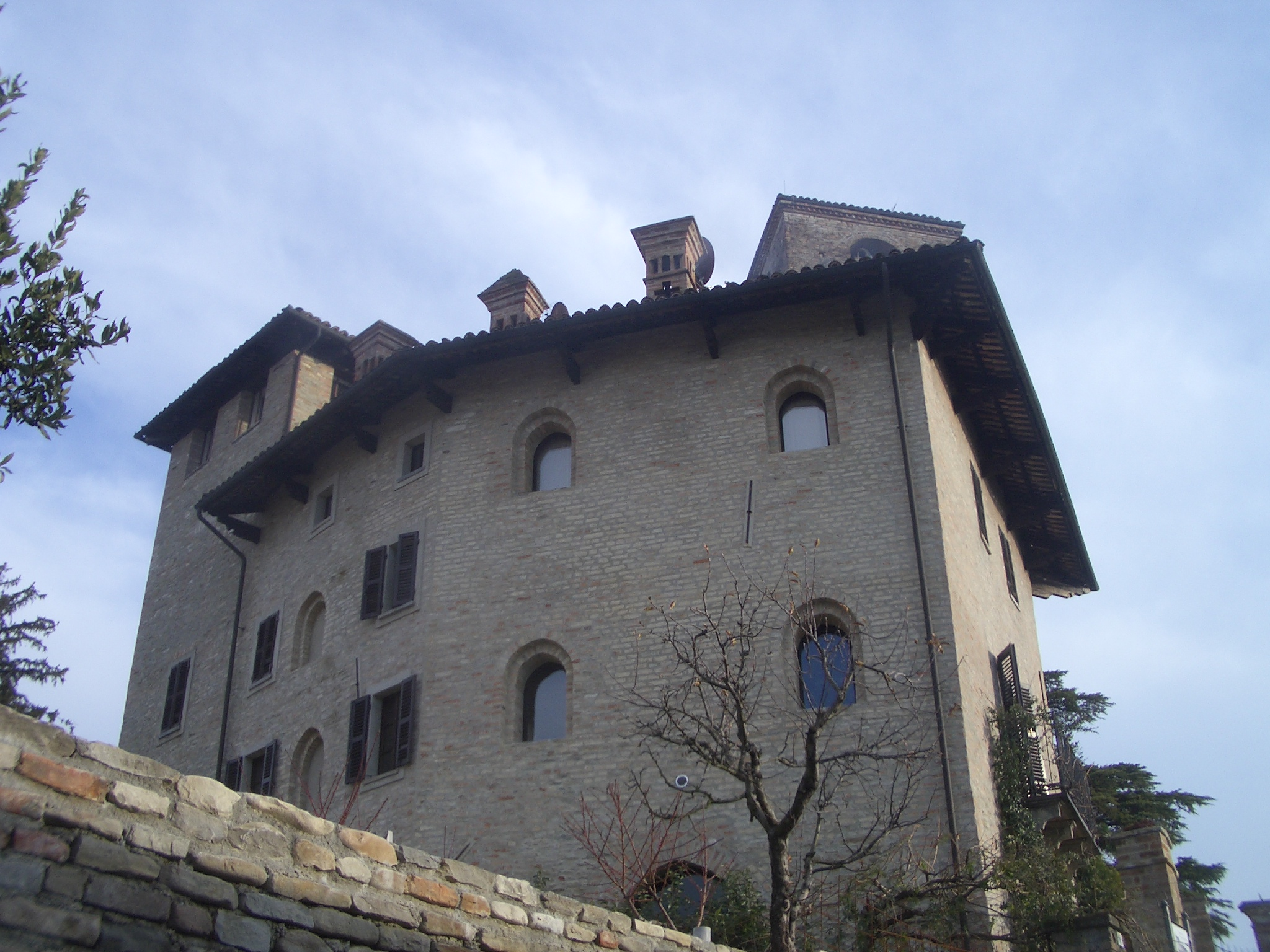
Casaforte dei Conti Cotti di Ceres
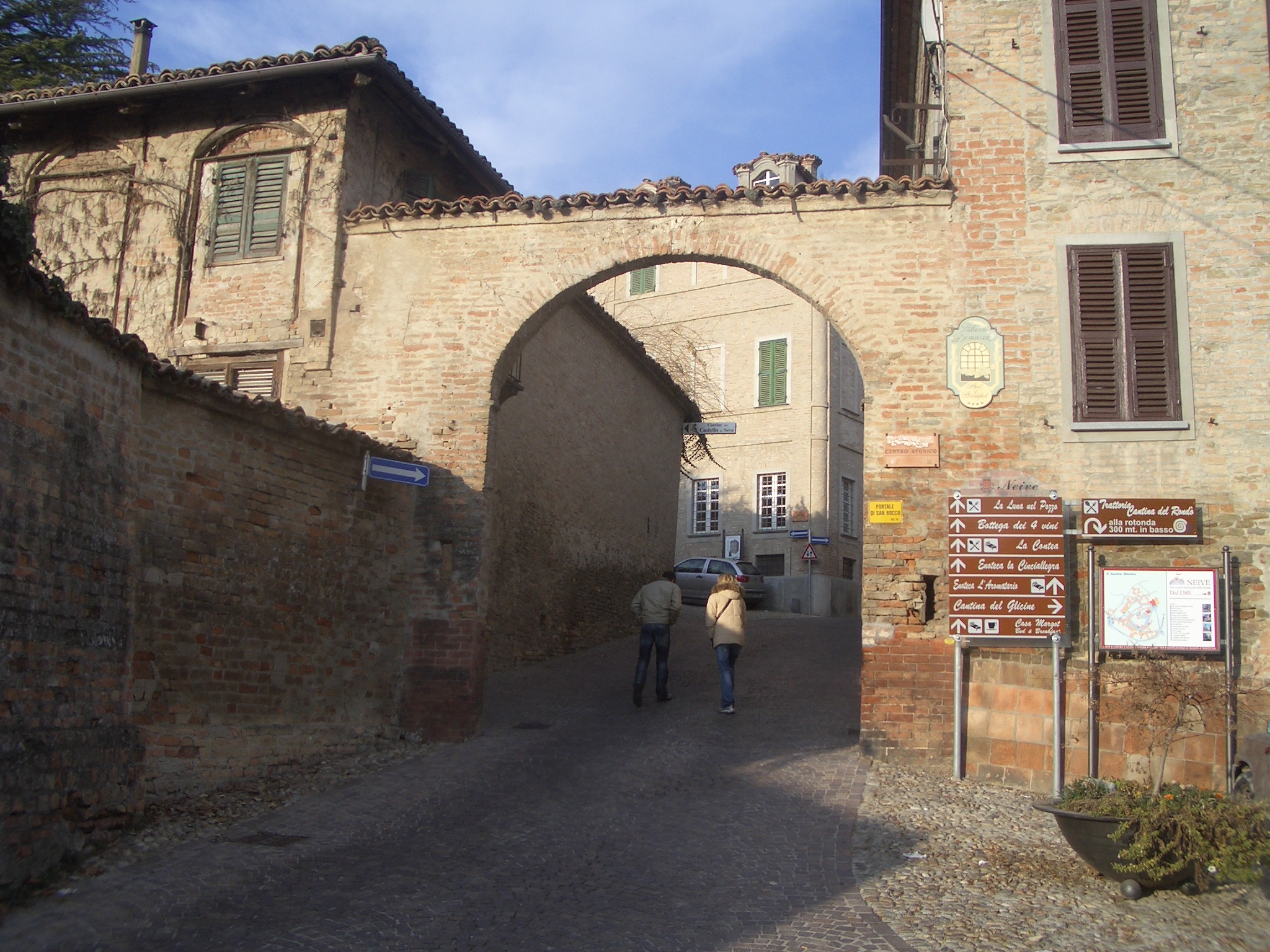
Porta di San Rocco
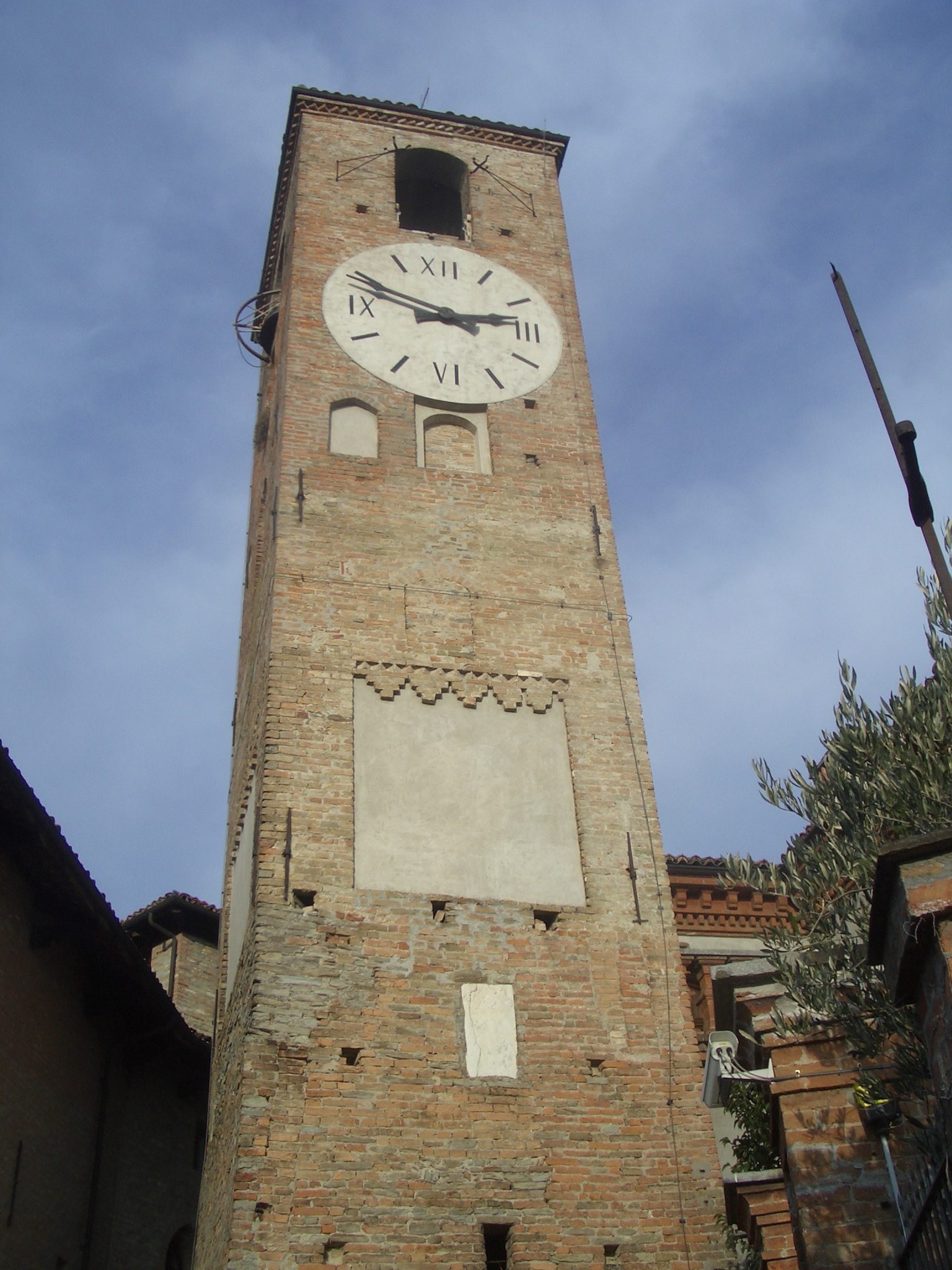
Torre dell'orologio
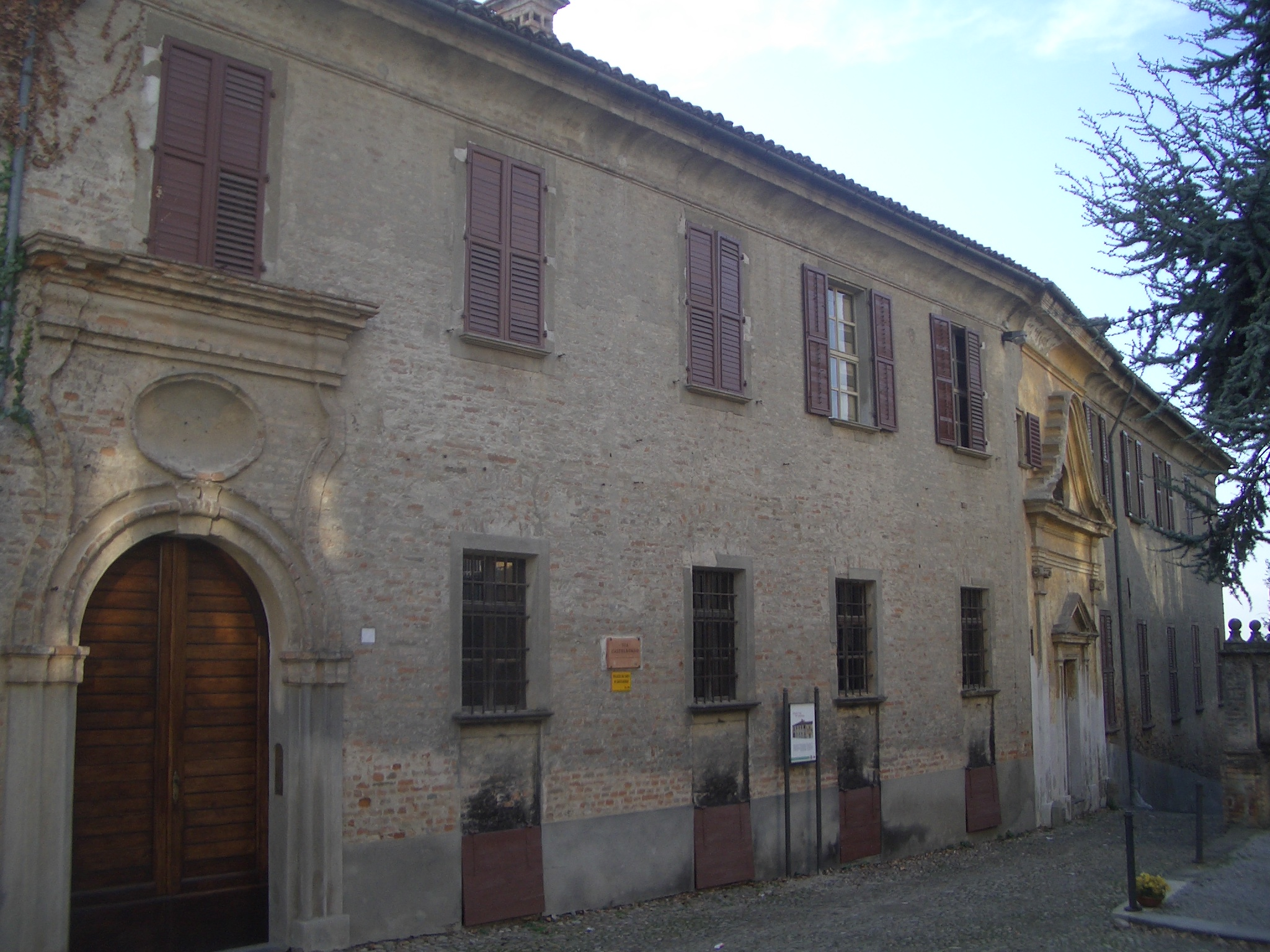
Palazzo Conti di Castelborgo
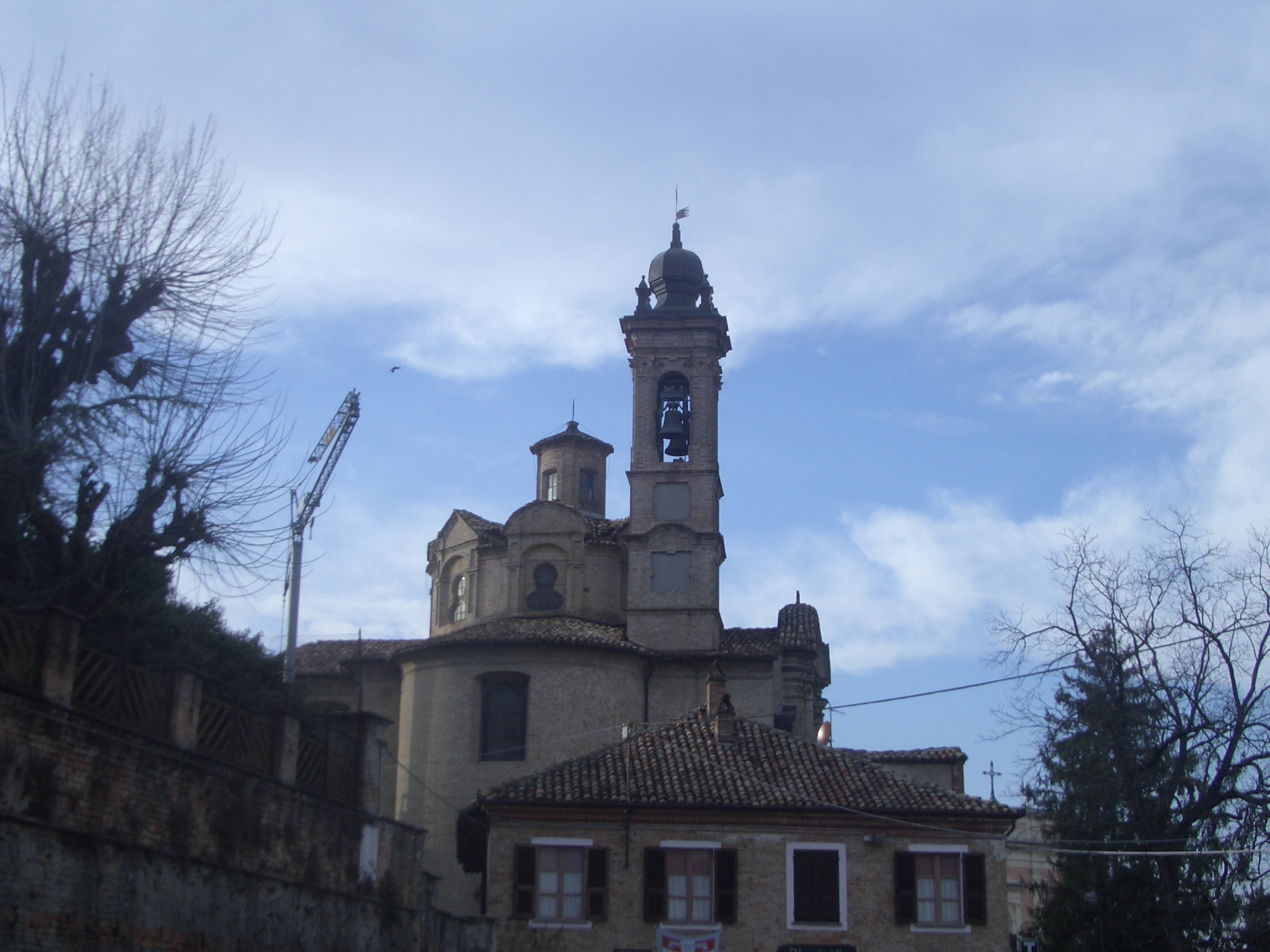
Arciconfraternita di S. Michele